# 前田利同
前田 利同（まえだ としあつ）は、江戸末期の大名、明治から大正期の日本の官僚、華族。位階勲等爵位は正二位勲四等伯爵。
越中富山藩第13代（最後）藩主、同藩初代（最後）知藩事。宮内省侍従・式部官・宮中顧問官、外務省公使館書記官などを歴任。

## 生涯
安政3年（1856年）6月27日、加賀藩主・前田斉泰の十一男として江戸で生まれる。富山藩では第12代藩主・前田利聲と隠居していた父の利保が改革をめぐって対立していたが、その争いは利保に斉泰が味方したことで利保の勝利に終わり、利聲は富山藩の藩主の座を追われて強制隠居処分となった。代わって斉泰の息子である利同が安政6年（1859年）11月22日に富山藩主となった。しかし幼少のため、実権は実父の斉泰が掌握し、富山藩は本家である加賀藩の影響下に置かれ、加賀藩から津田正行らが派遣されて藩政を監督された。
明治2年（1869年）6月の版籍奉還で富山藩知事となり、明治4年（1871年）7月の廃藩置県で免官される。その後、東京へ移った。明治4年（1871年）10月、明治政府からフランス留学を許可される。最初はフランス・パリ、次いでイギリス・ロンドンへ留学した。明治6年（1873年）12月、帰国した。
明治15年（1882年）4月、フランス公使館書記生から外務省御用掛となる。その後、宮内省の式部官となる。明治17年（1884年）、伯爵となる。明治21年（1888年）10月、宮内省の式部官から外務省の公使館書記官となる。明治26年（1893年）3月、免官となる。大正10年（1921年）12月23日、脳溢血により東京市下谷の自宅にて死去した。享年66。墓所は文京区護国寺。
前田伯爵家を継承した養子の前田利男は、伯爵溝口直正の子である。

## 栄典
位階
- 1908年（明治41年）7月10日 - 従二位[4]
- 1921年（大正10年）12月23日 - 正二位[5]

勲章等
- 1884年（明治17年）7月7日 - 伯爵[6]
- 1885年（明治18年）7月13日 - 勲四等旭日小綬章[7]

外国勲章佩用允許
- 1908年（明治41年）10月19日 - 大清帝国：二等第三双竜宝星[8]。

## 家族
- 父：前田斉泰
- 母：こと（賀古氏）
- 養父：前田利聲
- 正室：松平淑子 - 松平輝聴の娘
- 生母不詳の子女
  - 長女：前田鞍子（1893-1978） − 伯爵前田利男夫人
  - 次女：前田鞭子（1895−1965） − 公爵山縣有道夫人
  - 三女：前田韁子（1909-?） − 久松定孝夫人
- 養子
  - 男子：前田利乗
  - 男子：前田利男 - 伯爵溝口直正の五男